# Coledocolitiasi
La coledocolitiasi és la presència de càlculs biliars al conducte biliar comú (CBD) (per tant, coledoco- + litiasi). Aquests càlculs poden causar icterícia, colangitis i dany a les cèl·lules hepàtiques. Els tractaments inclouen coledocolitotomia i colangiopancreatografia retrògrada endoscòpica (CPRE).

## Signes i símptomes
El signe de Murphy és habitualment negatiu a l'examen físic en coledocolitiasi, ajudant a distingir-lo de la colecistitis. La icterícia de la pell o dels ulls és una troballa física important en l'obstrucció biliar. La icterícia i/o les femtes de color argila poden fer sospitar de coledocolitiasi o fins i tot de pancreatitis de càlculs biliars. Si els símptomes anteriors coincideixen amb febre i calfreds, també es pot considerar el diagnòstic de colangitis ascendent.